# Kainbach bei Graz
Kainbach bei Graz osztrák község Stájerország Graz-környéki járásában. 2017 januárjában 2762 lakosa volt.

## Elhelyezkedése

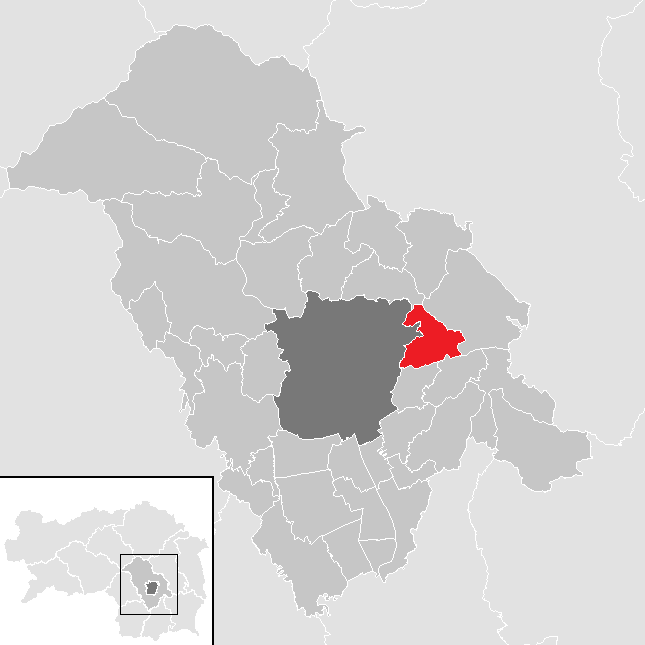
Kainbach bei Graz a Graz-környéki járásban

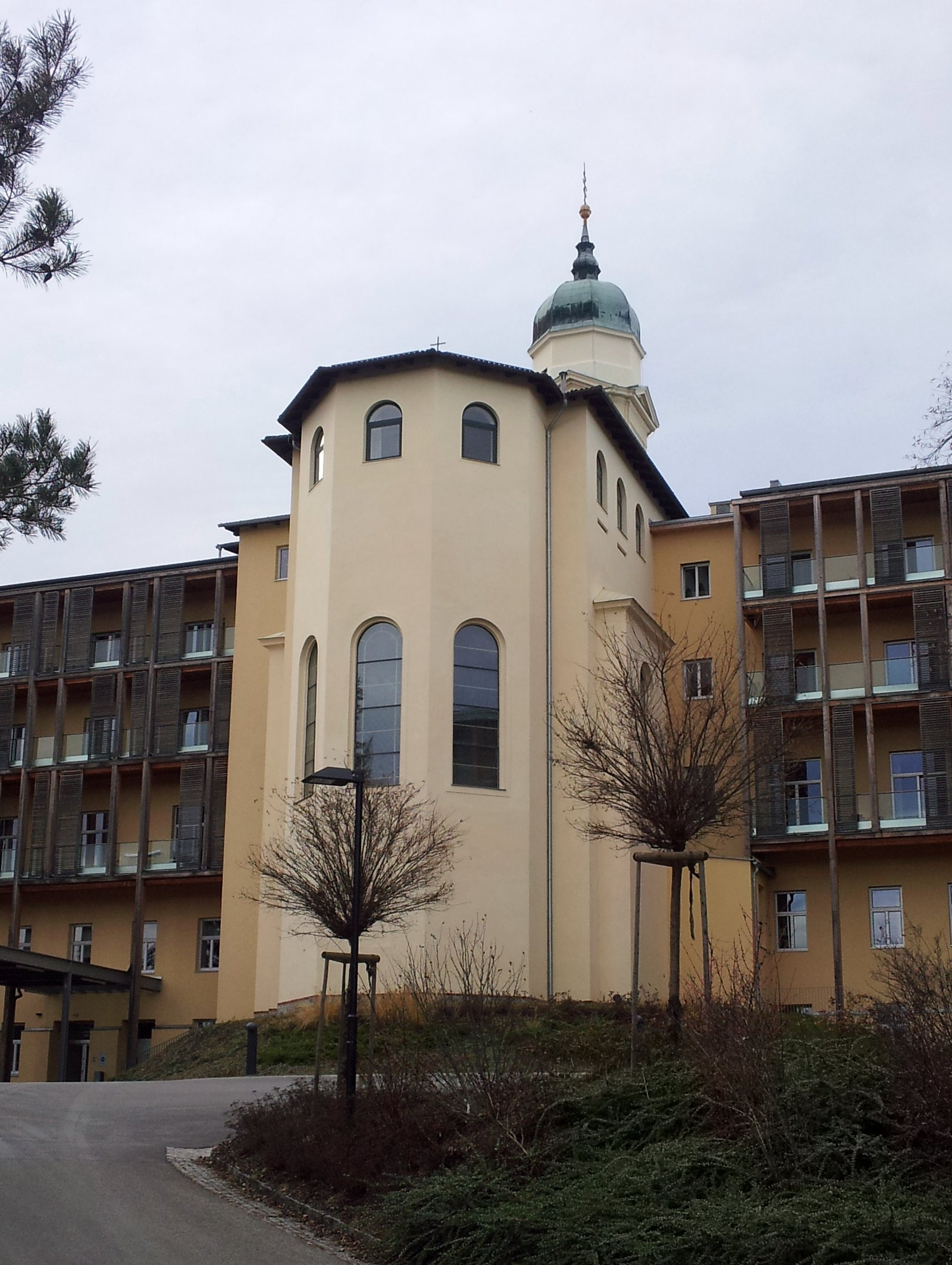
Az Istenes Szt. János ápolási központ kápolnája

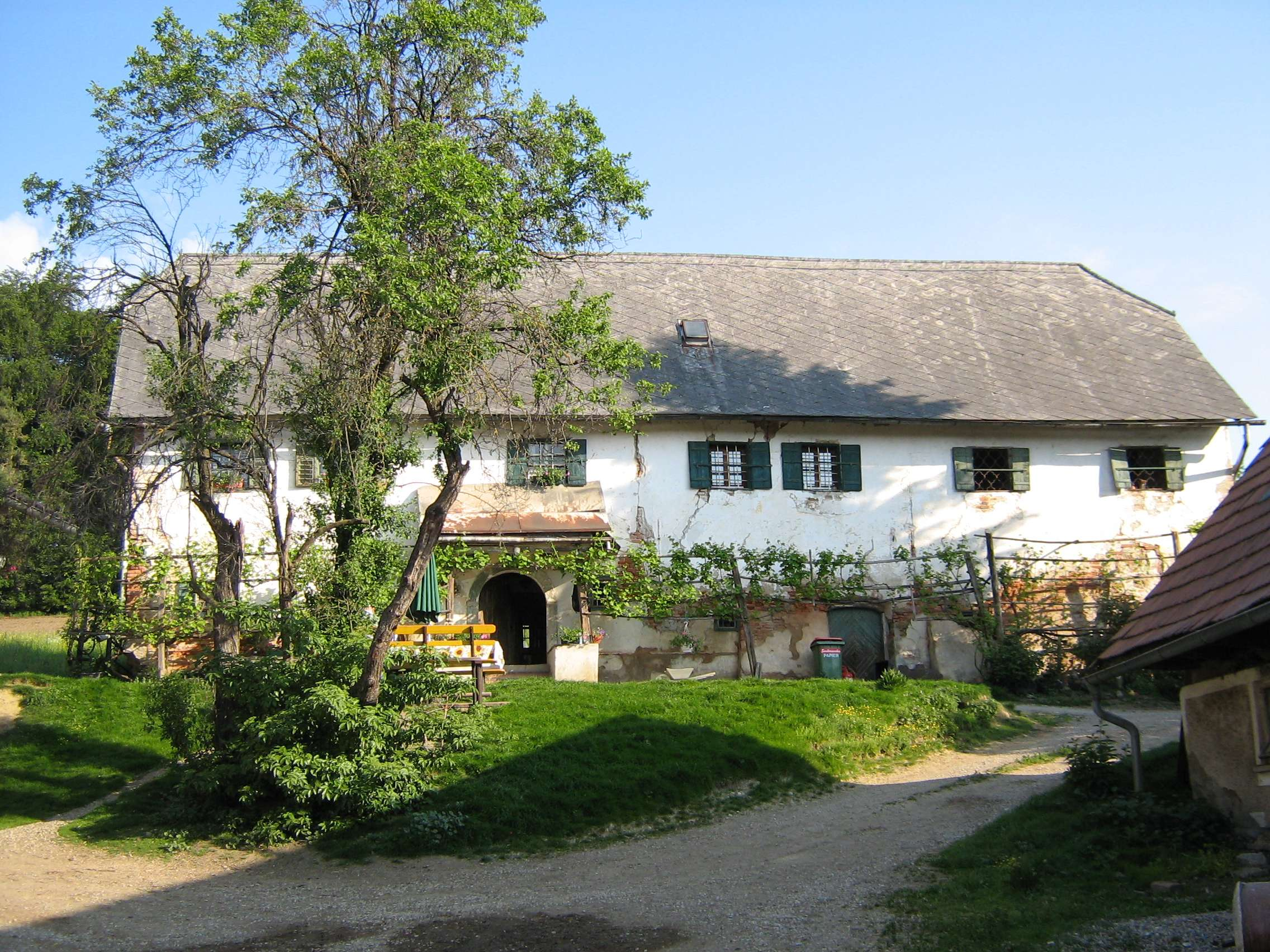
A Tanzer-ház

Kainbach bei Graz a Kelet-stájerországi dombság nyugati peremén fekszik, kb. 5 km-re keletre Graztól. Az önkormányzat 3 települést egyesít: Hönigtal (811 lakos 2017-ben), Kainbach (1516 lakos) és Schaftal (435 lakos).
A környező önkormányzatok: északkeletre Eggersdorf bei Graz, délkeletre Laßnitzhöhe, délre Hart bei Graz, nyugatra Graz, északnyugatra Weinitzen.

## Története
A kainbachi kastélyt 1620-ban építtette Andreas Eder von Kainbach. A család férfiágon 1756-ban kihalt és utolsó képviselőjük végrendeletében a grazi klarissza kolostorra hagyta a kastélyt és a birtokot. A kolostort 1782-ben felszámolták és Kainbach állami kézbe került. Ezután több kézen keresztül 1875-ben a grazi irgalmasrendi kolostorhoz jutott, akik a mai napig kezelik az épületet és krónikus betegeket ápolnak benne. 

## Lakosság
A Kainbach bei Graz-i önkormányzat területén 2017 januárjában 2762 fő élt. A lakosságszám 1923 óta gyarapodó tendenciát mutat. 2015-ben a helybeliek 95,6%-a volt osztrák állampolgár; a külföldiek közül 1,9% a régi (2004 előtti), 1,5% az új EU-tagállamokból érkezett. 2001-ben a lakosok 85,9%-a római katolikusnak, 3,4% evangélikusnak, 1% mohamedánnak, 6,7% pedig felekezet nélkülinek vallotta magát. Ugyanekkor 7 magyar élt a községben.  

## Látnivalók
- a kainbachi kastély
- Hönigthal Mária mennybemenetele-temploma
- az Istenes Szt. János ápolási központ kápolnája
- a műemléki védettségű Tanzer-parasztház
- a barokk Mária-oszlop

## Testvértelepülések
- Baucár (Románia)

## Fordítás
- Ez a szócikk részben vagy egészben  a   Kainbach bei Graz című német Wikipédia-szócikk ezen változatának fordításán alapul.  Az eredeti cikk szerkesztőit annak laptörténete sorolja fel. Ez a jelzés csupán a megfogalmazás eredetét és a szerzői jogokat jelzi, nem szolgál a cikkben szereplő információk forrásmegjelöléseként.